# Desertshore
Albums de Nico
The Marble Index
(1969) The End
(1974)
Desertshore est le troisième album de la chanteuse Nico, sorti en décembre 1970.
Les morceaux de l'album, « aride » et évoquant un univers sombre et ésotérique, se limitent pour la plupart au chant monotone de Nico et son accompagnement à l'harmonium.

## La Cicatrice Intérieure
L'artwork de l'album est tiré des scènes tournées par Nico pour le film expérimental La Cicatrice intérieure. Réalisé par son compagnon de l'époque Philippe Garrel, ce film montre Nico, son fils Ari Boulogne et Philippe Garrel lui-même errant à travers des paysages arides d'Égypte et d'Islande.
Plusieurs chansons de l'album constituent la trame sonore de La Cicatrice intérieure. Quant à The Falconer, elle figurait dans un film antérieur de Philippe Garrel, Le Lit de la Vierge.

## Reprise par Throbbing Gristle
En juin 2007, le groupe de musique industrielle Throbbing Gristle a enregistré en public plusieurs sessions de travail basées sur Desertshore puis publiées dans un coffret collector de 12 CD-R intitulé The Desertshore Installation,. Le projet est sorti sous le nom Desertshore/The Final Report en novembre 2012.

## Titres
Toutes les chansons sont de Nico.

### Face 1
1. Janitor of Lunacy – 4:01
2. The Falconer – 5:39
3. My Only Child – 3:27
4. Le Petit Chevalier – 1:12

### Face 2
1. Abschied – 3:02
2. Afraid – 3:27
3. Mütterlein – 4:38
4. All That Is My Own – 3:54

## Musiciens
- Nico : chant, harmonium, clavecin
- John Cale : tous les autres instruments, sauf la trompette
- John Cale, Adam Miller, Annagh Wood : chœurs
- Ari Boulogne : chant sur Le Petit Chevalier